# Windham Classics
Die Windham Classics Corporation war ein US-amerikanischer Publisher (Spieleverlag), der von 1984 bis ca. 1985/86 existierte. Der Unternehmenssitz war Cambridge, Massachusetts, ein Vorort von Boston. Windham Classics publizierte Computerspiele, die zum Genre der Adventures gehörten und auf Vorlagen von Kinder- und Jugendbüchern beruhten. Neben englischen Versionen wurden teilweise auch spanische Spielversionen veröffentlicht.

## Geschichte
Windham Classics, ein Tochterunternehmen von Spinnaker Software, hatte die Rechtsform einer US-amerikanischen Corporation, also einer Kapitalgesellschaft. Das Unternehmen konnte damit als juristische Person formal relativ selbstständig agieren. Faktisch gab es eine enge Anbindung an das 1982 gegründete Mutterhaus Spinnaker Software, insbesondere beim Vertrieb. Windham Classics wurde 1984 im Rahmen einer Marketingstrategie von Spinnaker Software zur Erschließung neuer Marktsegmente gegründet: Während die Telarium Corporation, ebenfalls ein Tochterunternehmen von Spinnaker, ihren Fokus auf die Zielgruppe der erwachsenen Adventure-Spieler legte, wandte sich Windham Classics an jüngere Adventure-Spieler.
Inhaltlich basierten die Windham-Classics-Adventures auf Kinder- und Jugendbüchern. Ihre Entwicklung erfolgte teilweise auf der Basis gemeinfreier Klassikertexte. Das Adventure Below the Root basierte auf einem zeitgenössischen Buch der Autorin Zilpha Keatley Snyder. Das Spiel wurde von Dale Disharoon entwickelt, einem Lehrer, der in seiner Freizeit Edutainment-Programme entwickelte und ein kleines Team um sich geschart hatte. Um der Zielgruppe der jüngeren Adventure-Spieler zu entsprechen, waren die Spiellösungen der Windham-Spiele relativ einfach und die Spieler wurden mit didaktischen Lösungshinweisen unterstützt. Teilweise erfolgten Adaptionen für den spanischsprachigen Markt. Als Produktmanager war Seth Godin – teilweise zusammen mit dem Spieleentwickler Byron Preiss – an der Entstehung der Windham-Classics-Adventures beteiligt.
Technisch wurden die Adventures für typische Plattformen der 1980er-Jahre wie Apple II, Atari ST, C 64, DOS, MSX und TRS-80 umgesetzt. Die Steuerung erfolgte über Tastatur mittels eines Parsers, teilweise aber auch über Joystick bzw. Maus. Die Adventures hatten zweidimensionale, das Spielgeschehen illustrierende Grafiken und Titelmelodien.
Soweit ersichtlich, wurden Windham-Classics-Adventures nur in den beiden Geschäftsjahren 1984 und 1985 publiziert. Danach stellte Windham Classics den Geschäftsbetrieb wohl ein; weitere Adventures waren zwar in Planung, erschienen aber nicht mehr. Der Markt für textbasierte Adventurespiele begann zu dieser Zeit auf Grund von Änderungen der Nutzerinteressen allmählich zu schrumpfen; so stellte z. B. Telarium den Geschäftsbetrieb 1987 ein und Infocom 1989. In der Programmvorschau angekündigt war das Adventure Robin Hood. Der Titel wurde allerdings nicht mehr publiziert. In Planung waren wohl auch die beiden weiteren Titel The Wind in the Willows (nach dem Kinderbuch Der Wind in den Weiden von Kenneth Grahame) und 20.000 Leagues under the Sea (nach dem Roman 20.000 Meilen unter dem Meer von Jules Verne). Sie sollten unter Federführung von Byron Preiss und seiner Firma Byron Preiss Video Productions entwickelt werden. Letztlich wurden auch diese beiden Titel nicht mehr veröffentlicht.
Das Mutterhaus Spinnaker Software Corporation wurde 1993/94 von der Firma SoftKey übernommen. SoftKey übernahm 1996 den Konkurrenten The Learning Company und firmierte seither unter diesem Namen. Zwischenzeitlich durch den Spielzeug-Konzern Mattel übernommen gehört The Learning Company jetzt als Tochterunternehmen zu der Houghton Mifflin Harcourt Publishing Company und publiziert Lernsoftware sowie Adventure-Spiele.

## Rezeption
In den 1980er-Jahren wurden die Windham-Classics-Adventures in Spielerezensionen deutscher und amerikanischer Computerspielzeitschriften für die Qualität ihrer Grafiken und Texte sowie die zielgruppengerechte didaktische Aufbereitung gewürdigt.
Windham-Classics-Adventures wurden in mehreren Untersuchungen zur Geschichte und Theorie des Computerspiels mitbehandelt:
Am Beispiel des Adventures Swiss Family Robinson hob Laurene Krasny Brown (1986) hervor, dass die Einbeziehung von Kindern in den Plot bei Textadventures stärker sei als beim traditionellen Lesen von Erzählungen ("What differs is the children´s involvement in the plot. Interactive fiction demands that children participate.").
David F. Lancy und Bernard L. Hayes (1988) nutzten unter anderem die Windham-Classics-Spiele Swiss Family Robinson, Alice in Wonderland und The Wizard of Oz für eine empirische Studie. Sie stellten fest, dass mit diesen Textadventures gerade solche Schüler gut erreicht werden konnten, die ansonsten wenig lasen.
William V. Costanzo (1989) nannte die "electronic novels" Treasure Island und Alice in Wonderland als Beispiele für die Computerspieladaption klassischer Kinder- und Jugendbücher ("interactive versions of the classics").
Sharon Franklin (1992) betonte am Beispiel des Adventures Swiss Family Robinson, dass durch die Verbindung von Text, Grafiken und Interaktionsmöglichkeiten das Vorstellungsvermögen von Kindern und Jugendlichen unterstützt werde.
Jimmy Maher (2006) verglich in seiner Studie zur Interactive Fiction (IF) das Spielprinzip der Windham-Classics-Adventures Treasure Island und Swiss Family Robinson mit den ambitionierten Literaturadaptionen der Schwesterfirma Telarium ("IF games in the Telarium mode").
Olli Leino, Hanna Wirman und Amyris Fernandez (2008) stellten zur Entwicklung des Adventurespielprinzips fest, dass beim Übergang von Text- zu Grafikadventures visuelle Darstellungen der Spielerfiguren üblich wurden. Als Beispiele wurden unter anderem die Charaktere Jim Hawkins in Treasure Island und Dorothy Gale in The Wizard of Oz herangezogen. Die Grafikdarstellungen verfolgten das Ziel, eine leichtere Identifikation des Spielers mit der Spielhandlung zu ermöglichen.

## Veröffentlichte Spiele
- 1984: Below the Root (mitentwickelt von Zilpha Keatley Snyder auf der Basis ihres Jugendbuchs Below the Root, 1975, aus der Trilogie The Green Sky)
- 1984: Swiss Family Robinson (nach dem Kinderbuchklassiker Der Schweizerische Robinson von Johann David Wyss aus dem Jahr 1812)
- 1985: The Wizard of Oz (nach Lyman Frank Baums Kinderbuchklassiker Der Zauberer von Oz aus dem Jahr 1900. Spanische Version unter dem Titel El Mago de Oz)
- 1985: Alice in Wonderland (nach Lewis Carrolls Kinderbuchklassiker Alice im Wunderland aus dem Jahr 1865)
- 1985: Treasure Island (nach Robert Louis Stevensons Jugendbuchklassiker Die Schatzinsel von 1883. Spanische Version unter dem Titel La Isla del Tesoro)